# Pakabsidia lateriemarginata
Pakabsidia lateriemarginata es una especie de coleóptero de la familia Cantharidae.

## Distribución geográfica
Habita en Ladakh (India).